# Edijs Joksts
Edijs Joksts (Tukums, 21 luglio 1992) è un ex calciatore lettone, di ruolo difensore.

## Carriera

### Club
Joksts ha iniziato a giocare a calcio nel Tukums 2000, per passare successivamente al Ventspils con la formula del prestito. Nel 2012 si è trasferito allo Jūrmala con la medesima formula e con questa squadra ha potuto esordire nella Virslīga: il 25 marzo è stato infatti schierato titolare nel pareggio casalingo per 3-3 contro lo Skonto. Il 19 agosto dello stesso anno ha segnato la prima rete nella massima divisione locale, nella vittoria per 3-0 sul Metta/LU.
Tornato al Tukums 2000 per fine prestito, vi è rimasto fino all'estate. Il 17 luglio 2013, infatti, gli inglesi dell'Oldham Athletic hanno annunciato d'aver ingaggiato Joksts, che si è legato al club con un contratto annuale, dopo aver destato una buona impressione in un precedente periodo di prova. I costi del tesseramento sono stati in parte sostenuti dal programma PlayerShare, attraverso il quale i tifosi avevano già finanziato in passato gli ingaggi di Luke Beckett, Cedric Evina e Shefki Kuqi. Il 30 gennaio 2014 ha rescisso il contratto che lo legava al club, senza aver mai disputato incontri ufficiali.
È poi tornato in Lettonia, per giocare nel Daugava Rīga. Ha esordito in squadra il 22 marzo, nella sconfitta per 2-0 contro il Ventspils. Il 28 agosto ha segnato una rete, nella vittoria per 4-2 sul BFC Daugavpils. Per l'anno seguente si è trasferito al Metta/LU.
L'11 agosto 2015 ha firmato ufficialmente per i norvegesi dell'Elverum, formazione militante nella 2. divisjon e a cui si è legato con un contratto valido fino al termine della stagione in corso. Ha esordito in squadra il 15 agosto successivo, schierato titolare nella vittoria per 1-3 sul campo dell'Aalesund 2. In questa porzione di stagione in squadra, ha totalizzato 7 presenze in campionato.
Il 3 marzo 2016, libero da vincoli contrattuali, si è accordato con i finlandesi del Kajaani, militanti in Kakkonen. Ha esordito il 5 maggio, schierato titolare nella sconfitta casalinga per 0-1 contro il MuSa. Ha totalizzato 19 presenze in campionato, nel corso di quella stagione.